# Ізабелла (герцогиня Лотарингії)
Ізабелла I (фр. Isabelle Ire; нім. Isabella; 1400 — 28 лютого 1453) — герцогиня Лотаринзька у 1431—1453 роках, королева-консорт Неаполя.

## Життєпис

### Молоді роки
Походила з Лотаринзького дому. Старша донька Карла II, герцога Лотарингії, та його першої дружини Маргарити Віттельсбах. Народилася 1400 року. У 1410 році після смерті братів оголошується спадкоємицею лотаринзького трону. Здобула ґрунтовну освіту, відзначалася дотепністю та вмінням приймати складні рішення.
1413 року попередньо було домовлено про шлюб Ізабелли з Людвигом Віттельсбахом, герцогом Баварія-Інгольштадт. 1419 року відбулися заручини з Рене Анжуйським, а 1420 року — весілля.

### Герцогинія
Після смерті батька в 1431 році успадкувала Лотарингію. Стала панувати спільно з чоловіком. Останній намагався відстояти спадкові права Ізабелли I від зазіхань її стрийка — Антуана де Водемона, що спирався на підтримку Бургундії. Того ж року Рене Анжуйський зазнав поразки й потрапив у полон до Водемона. Ізабелла зібрала викуп й водночас вела перемовини з Філіппом III, герцогом Бургундським, щодо замирення та визнання її влади в Лотарингії. Ізабеллі надали допомогу Конрад II фон Боппард, єпископ Меца, й Генріх II де Віль-сюр-Іллон, єпископ Туля.
Зрештою чоловікові герцогині вдалося звільнитися після обіцянки видати свою доньку Іоланду за Фредеріка де Водемона, віддавши в посаг частину спірних земель. Водночас Рене не міг заплатити викуп вчасно, він повернувся до в'язниці герцога Бургундського. В цей же час Ізабелла I заручила свою другу доньку Маргариту з графом де Сен-Поль. 1433 року від його імені уклала союз з важливим містом Мец.

### Регент Неаполя
У 1434 році Рене Анжуйського було обрано королем Неаполя. Проте герцог Бургундії відмовився його відпустити. В цей же час Ізабелла отримала визнання з боку імператора Сигізмунда I на управління Лотарингією. Водночас неаполітанські посли коронували Ізабеллу I, яка відбула до Італії, де з 1435 року була змушена вести боротьбу проти Альфонсо Арагонського, претендента на трон. За підтримки Генуї та найманців вдалося підкорити Амбруццо і Кампанію, а також захопити Неаполь, перемігши суперника у морській битві біля о. Понса. При цьому Ізабелла I була призначена своїм чоловіком генерал-губернатором Неаполя, Анжу, Провансу та Мена. Вона передала управління Лотарингією та Баром єпископам Тула та Меца. У 1438 році передала управління Неаполем чоловікові, що звільнився та прибув до Італії. Втім у 1439 році війська Рене і Ізабелли зазнали поразки від арагонців.

### Останні роки
У 1440 році разом з сином Людовиком повернулася до Лотарингії. Її чолвоік вів війну за Неаполь до 1442 року, але зазнав поразки. У 1441 році Ізабелла I завдала поразки графу Анетуану де Водемону, що знову намагався захопити Лотарингію. Втім вимушена була визнати незалежність графства Водемон. У 1445 році призначила сина Жана генерал-губернатором Лотарингії, а сама відійшла від справ, перебравшись до маєтку Лоне.
Померла після тривалої хвороби у 1453 році. Її син Жан став новим герцогом Лотарингії.

## Родина
Чоловік — Рене I Добрий (1409—1480), король Неаполя, герцог Анжу, Бара, граф Мена і Прованса.
Діти:
- Ізабелла (1424) — померла немовлям.
- Іоанн (1425—1470) — маркіз Понт-а-Муссона (з 1444), герцог Лотарингії (з 28 лютого 1453).
- Ренат (1426) — помер немовлям.
- Людовик (1427— 1444) — маркіз Понт-а-Муссона. Він і його старший брат Іоанн були передані бургундцям в якості заручників у квітні 1432 року, в обмін на звільнення їх батька Рене з полону. Помер у в'язниці від пневмонії, у віці шістнадцяти років. Похований в церкві Св. Антонія в Понт-а-Муссоні.
- Ніколя (1428—1430) — старший брат-близнюк Іоланди. Помер в дитинстві.
- Іоланда (1428—1483) — герцогиня Лотарингії (з 1473) та Бара (з 1480), дружина графа Водемона Фрідріха II (з 1445).
- Маргарита (1430—1482) — дружина Генріха VI Ланкастера, короля Англії.
- Карл (1431—1432) — граф де Гіз.
- Луїза (1436—1438) — померла в дитинстві.
- Анна (1437—1450) — померла в юності. Похована в Гарданні.